# Polia unicolor
Polia unicolor är en fjärilsart som beskrevs av Tutt 1892. Polia unicolor ingår i släktet Polia och familjen nattflyn. Inga underarter finns listade i Catalogue of Life.